# 産業医学推進研究会
産業医学推進研究会（さんぎょういがくすいしんけんきゅうかい）は、1989年、産業医科大学医学部出身の産業医が中心となり設立した、産業医学に関する研究会である。会員数は約1000名で、産業医科大学を卒業し、企業等で活動する産業医や産業保健師、作業環境測定士、その他産業保健・労働衛生に関与する者が多く参加する。

日本語名の略称は産推研（さんすいけん）。英文名称はAssociation for the Promotion of Occupational and Environmental Health, Japan、通称はSANSUIKEN、SSK。

## 目的
- 産業医科大学卒業生を中心とする、産業医学に関する研究会。

## 概要
- 設立 : 1989年
- 会長 : 西 賢一郎（ジヤトコ産業医）
- 団体所在地 : 福岡県北九州市八幡西区医生ヶ丘1番1号　産業医科大学医学部同窓会内
- 正会員数 : 972名（2025年1月現在）
- 事業年度 : 10月1日～翌年9月30日
- 総会 : 年1回（全国大会と同時に開催。）

## 組織
- 理事会
- 地方会
  - 関東地方会
  - 東海地方会
  - 近畿地方会
  - 九州地方会

## 活動
- 研修・教育
  - 全国大会
    - 年1回（10月頃）開催。
    - 同時に総会を開催。

  - 地方会研修会
    - 各地方会ごとに年数回開催。
- 広報
  - ホームページ
  - メーリングリスト